# Blood, Sweat & Tears
Blood, Sweat & Tears (también conocidos como BS&T) es una banda de rock, fundada en 1967 en Nueva York (Estados Unidos), que se convirtió en el principal icono del llamado jazz rock, fusionando rock, blues, pop y jazz a través de arreglos complejos, concebidos para una sección rítmica clásica y una sección de instrumentos de viento, creando una peculiar forma de R&B y soul. Junto con el grupo Chicago, conforman la cabeza más visible de lo que el musicólogo Joachim E. Berendt llamó las Big Bands de Rock.

## Primer período (1967-1968)
El pianista y organista Al Kooper, que había participado en sesiones con Bob Dylan, Jimi Hendrix o los Rolling Stones, y que por entonces estaba enrolado en una banda de rock denominada The Blues Project, fue el impulsor del grupo, cuyo nombre tomó de un disco, de 1963, del cantante de country, Johnny Cash que, a su vez, lo recogió de la famosa expresión de Winston Churchill. El grupo, al que se incorporaron su compañero de banda, el guitarrista Steve Katz y el bajista Jim Fielder, un veterano que había estado en grupos como Buffalo Springfield y The Mothers of Invention de Frank Zappa, se concibió con una estructura derivada de las bandas de soul de los sesenta, con una base rítmica clásica (guitarra, teclados, bajo y batería) y una potente sección de metales (dos trompetas, trombón y saxo), y con un bagaje musical que incluía, por supuesto, rock y blues, pero también psicodelia, pop, jazz y soul.
Su primera actuación tuvo lugar en el Café a Go-Go, en Nueva York, el invierno de 1967, y tuvieron un impacto notable, lo suficiente para que Columbia decidiese ficharlos y grabar un disco, Child is father to the man. El disco se publicó en 1968, con los trompetistas Jerry Weiss y Randy Brecker, el trombonista y teclista Dick Halligan, el saxofonista Fred Lipsius y el batería Bobby Colomby, además de los antes citados. Se situó en el n.º 47 del Billboard 200, un puesto elevado para unos debutantes.

## Segundo período (1968-1971)
Las dudas de la banda, y de la compañía de discos, respecto a la capacidad de Kooper como cantante (se había hecho cargo de la voz en el primer disco) y algunas divergencias conceptuales, le decidieron a dejar la banda. Con él, se fueron Brecker y Weiss, cada uno a sus proyectos. BS&T recurrieron a Laura Nyro para cubrir su puesto, y realizaron un par de actuaciones de prueba, aunque tras ellas, la cantante decidió no arriesgarse. Tras realizar gestiones infructuosas en la Motown (Stevie Wonder), Fielder tanteó a su antiguo compañero de banda, Stephen Stills, que finalmente no aceptó. Fue Katz quien propuso, entonces, al canadiense David Clayton-Thomas para hacerse cargo de la voz. El trompetista Chuck Winfield se incorporó en sustitución de Brecker y, poco más tarde, Lew Soloff entró por Jerry Weiss. La sección de metales se completó con el trombonista Jerry Hyman, ya que Halligan se dedicó esencialmente a los teclados para cubrir la baja de Kooper.
Con esta formación, publicaron su disco más exitoso, Blood, Sweat & Tears (1969), que incluyó verdaderos hits como «Spinning Wheel» o «And when I die», aparte de revisiones como la versión de «God bless the Child», el tema clásico de la cantante de jazz Billie Holiday. En estas grabaciones se plasma de forma clara y novedosa el concepto musical que animó al grupo: Bases potentes, arreglos poderosos para los metales, improvisaciones de corte claramente jazzístico y, por encima, una voz carismática e identificable. BS&T fue una de las bandas que actuó en el mítico Festival de Woodstock. El disco llegó al n.º 1 en álbumes, y obtuvo el Grammy al mejor disco r&b del año, y ello a pesar de lo ambicioso de la propuesta, incluso para los cánones de la época.
Los siguientes discos, Blood, Sweat & Tears 3 (1970), que también llegó al n.º 1 de Billboard 200, abundaron en la fórmula, con temas  como «Hi de Ho», uno de sus grandes éxitos de ventas, compuesta para ellos por Carole King; «He's a Runner» (de la cantautora Laura Nyro) y «Symphony for the Devil / Sympathy for the Devil», una versión oscura y reflexiva del tema de los Rolling Stones; y B.S. & T. 4 (1971), que alcanzó el puesto n.º 10, con «John the Baptist»; o el espectacular solo de trombón que conforma «Redemption», ejecutado por Dave Bargeron, quien había sustituido, unos meses antes de la grabación, a Hyman. Cuentan también con la colaboración del clarinetista Don Heckman. En 1970, el grupo había participado en la banda sonora de la película The Owl and the Pussycat, que se editó en disco en Estados Unidos, en diciembre de ese año, y que apenas logró situarse en el puesto 186 de los charts. Nunca llegó a publicarse en España.
En esta época, BS&T estaban unánimemente valorados, sus conciertos recibían buenas críticas, se situaban en los puestos altos de los polls de la revista de jazz Down Beat y sus temas se encaramaban a las primeras posiciones de ventas de Billboard. Algunos de sus miembros, también consiguieron nominaciones como instrumentistas en los polls y adquirieron bastante prestigio. Su imagen, no obstante, había sufrido un golpe con la gira que se vieron obligados a hacer por los países del Este, de la mano del Departamento de Estado, como contrapartida a la legalización de la situación laboral de Clayton-Thomas. Además, la banda comenzó a acusar las tensiones internas entre las distintas corrientes que albergaba: La comercial y con tendencia al «estilo Las Vegas», que siempre acompañó a Clayton-Thomas; la jazzística, que dominaba entre los metales y Colomby; y la más tradicionalmente próxima al rock, de Katz y Fielder, lo que hizo que su siguiente disco se retrasara tanto como para que Columbia decidiera sacar un Greatest Hits (febrero de 1972), que consiguió el disco de oro en mayo y alcanzó el n.º 19 del Billboard 200.

## Tercer período (1972-1974)
Las tensiones generaron un importante cambio: Clayton-Thomas se fue a probar suerte en solitario y, tras unos meses en que el pianista ciego Bobby Doyle ejerció de vocalista de la banda, fue sustituido por Jerry Fisher, que desempeñó el puesto con dignidad. Se incorporó también a la banda el saxofonista Lou Marini, que venía de la big band de Woody Herman, sustituyendo a Joe Henderson, que a su vez había sustituido a Lipsius. También se marchó Halligan, sustituido por otro jazzista, el pianista Larry Willis, y se incorporó el guitarrista sueco Georg Wadenius. Con esta formación, en la que permanecían Soloff, Winfield, Bargeron, Katz (que acabó marchándose poco después), Fielder y Colomby, facturaron un buen disco, New blood (1973), que incluyó una larga versión de Snow Queen, de Carole King, que finalizaba con una brillante recapitulación de Maiden Voyage, de Herbie Hancock. Críticos de jazz, como Joe H. Klee, se mostraron entusiasmados con la nueva formación: I don't know how the rockers will feel about it, but from a jazz listener's point of view this band burns like the fire. El disco alcanzó el n.º 32 del Billboard 200. 
Con la formación de este disco, recalaron, por primera y única vez en España (1973), con sendos conciertos en Barcelona, Palau de la Música, y Madrid, Teatro Monumental, aunque ya con Tom Malone sustituyendo a Winfield. 
Los siguientes discos, No sweat (1973) y Mirror image (1974), no aportaron nada significativo a la historia del grupo y tuvieron resultados comerciales y artísticos claramente inferiores (n.º 72 y 149, respectivamente, en Billboard) aunque, por supuesto, contenían buenos momentos. Los cambios en la banda comenzaron a ser continuos y, tras la marcha de todos los que quedaban del grupo inicial, salvo Bobby Colomby, que se hizo con las riendas mercantiles y legales, pasaron por el mismo gente como Jerry LaCroix, saxofonista y cantante que más tarde estuvo en el grupo Rare Earth, el bajista Ron McClure, el saxofonista Bill Tillman, y los trompetistas John Madrid (que sustituyó a Lew Soloff, aunque permaneció poco tiempo), Tony Klatka (que entró por el propio Madrid) y Joe Giorgiani, (que tomó la vez de Malone).

## Cuarto período (1975-1979)
Cuando Fisher y LaCroix, que no se encontraba a gusto con el estilo del grupo, dejaron la banda, su puesto lo ocupó provisionalmente Luther Kent, que hizo la gira de invierno 1974-75. Sin embargo, en 1975, vuelve al grupo David Clayton-Thomas y, con el resto de la formación antes indicada, publican un nuevo álbum, New city, que contiene algunas versiones interesantes de temas como «Ride, Captain, ride» o el clásico de los Beatles, «Got to Get You into My Life», y recibió buenas críticas desde los medios, logrando además posicionarse en el n.º 47 de Billboard aunque, indudablemente, la banda había perdido ya frescura. Más tarde, durante unos meses de 1976, el bajo lo asumió un joven llamado Jaco Pastorius, que se incorporó a la banda con Don Alias (percusión) y Mike Stern (guitarra). Mucho menos interesante que los anteriores resultó el lanzamiento de ese año, More than ever (1976), su siguiente álbum, en el que la dirección musical y producción correspondió al pianista Bob James, con un gran número de instrumentistas colaboradores y que en muchos momentos parece, realmente, casi más obra de James que de la banda. Este álbum fue un fracaso absoluto de ventas (solo llegó al n.º 176 de Billboard), lo que dio lugar a la finalización de su acuerdo con Columbia.
Sin embargo, el grupo funcionaba en directo y, como prueba de ello, se publicó en 1977, In concert (que en EE. UU. se llamó Live and Improvised), disco doble con temas grabados durante la gira de 1975, en festivales de jazz básicamente y que, por tanto, es mucho más jazzístico que los discos de estudio de esta época. La formación es esencialmente la misma que en New city, con el añadido ya indicado de Mike Stern en la guitarra y Don Alias en la percusión. 
Ese mismo año salió al mercado Brand New Day (1977), ya en otra compañía, ABC Records, con la misma formación, salvo que Forrest Buchtel sustituía a Giorgiani, tomando la segunda trompeta, y Danny Trifan a McClure en el bajo. Se añade un segundo batería, Roy McCurdy, junto a Bobby Colomby, que era uno de los productores. Este disco contenía algunos buenos temas, pero ya era evidente que la banda no tenía mucho más que decir.
En 1978 el grupo realizó su última gira por Europa con parte de esta formación, aunque Gregory Herbert había ocupado el puesto de saxofonista, Chris Albert sustituía a Buchtel en la segunda trompeta, y el bajista era Neil Stubenhaus; Randy Bernsen compartió la guitarra con Mike Stern durante la gira, aunque finalmente fueron sustituidos por Barry Finnerty . En Ámsterdam, Gregory Herbert falleció de una sobredosis de cocaína. Después de esto, el grupo se disgregó.

## Quinto período (1980-2004)
Durante dos años, BS&T no giraron ni grabaron y, de hecho, parecían desaparecidos. Sin embargo, Clayton-Thomas recuperó el nombre, por presiones de la discográfica MCA, para el disco de su nuevo proyecto , Nuclear blues (1980), en una onda funk con músicos canadienses, entre los que estaba el trompetista Bruce Cassidy. El disco no se publicó inicialmente en Europa, hasta que se hizo en una edición barata del sello alemán Astan, bajo el título de The Challenge (1984). La publicación de este disco generó un fuerte enfrentamiento entre Bobby Colomby, poseedor de los derechos del nombre del grupo, y el cantante, que se solucionó finalmente con un contrato entre ambos por el que Colomby «arrendaba» a Clayton-Thomas el uso del nombre para las actuaciones en directo, aunque no podría usarse para nuevas grabaciones. No obstante, en 1994 se editó un CD titulado Blood, Sweat & Tears Live, grabado el 12 de octubre de 1980, por el sello Rhino Records.
El control artístico y musical de la banda lo asumió, desde 1985, el trompetista Steve Guttman, quien se mantuvo al frente del proyecto hasta que, en 2004, el propio Clayton-Thomas decidió dar por terminado su periplo con Blood, Sweat & Tears, después de 36 años de vida. En este periodo, los cambios de músicos en la formación fueron abundantes.
Existe, en el mercado internacional, un importante número de ediciones discográficas recopilatorias, especialmente del período comprendido entre 1968 y 1975. La publicada por Columbia en 1986, consiguió el disco de platino.

## BS&T a partir de 2005
En un extraño estrambote, Bobby Colomby licenció los derechos de uso del nombre, en 2005, a Chuck Negron, anterior vocalista del grupo Three Dog Night, por lo que, durante 2006, en los circuitos de rock existió un grupo denominado Blood, Sweat & Tears (featuring Chuck Negron) que tenía ya poco que ver con la banda original.
En esa misma época, Colomby desarrolló un proyecto de apoyo a jóvenes instrumentistas, especialmente en zonas deprimidas (como New Orleans, tras el huracán Katrina, etc.), al que llamó Elsie Monica Colomby Music Scholarship Award. Para dar más peso a este proyecto, en 2007 recuperó el control de la banda. El grupo actuó como soporte de los instrumentistas premiados y realizó un gran número de actuaciones, grabando un disco con el jazzman Jeff Lorber, a nombre de este.
Además, en 2008 se cumplían los 40 años de vida de BS&T, lo que propició una gira especial, con la incorporación a la banda de Steve Katz. Los restantes músicos que participan en esta gira, fueron: Rob Paparozzi (voz, armónica), Dave Gellis (guitarra), Glenn McClelland (teclados), Gary Foote (bajo), Andrea Valentini (batería), Tom Timko (saxos), Jens Wendelboe (trombón) y Teddy Mulet y Steve Jankowsky (trompeta). 
En 2010, BS&T volvieron a grabar como grupo de respaldo de Jeff Lorber, en el disco de este, "Now Is The Time". El disco fue nominado a los Grammys. El grupo permaneció estable, con esta formación, hasta 2012, en que se produjeron nuevos cambios de cantante (con la entrada de Bo Bice) y en la sección rítmica (Jon Ossman al bajo y Joel Rossenblatt a la batería), y ya en 2013, en los metales (Ken Gioffre, con el saxo, y Carl Fischer, a la trompeta). En 2019, Keith Paluso sustituye a Bo Bice como cantante principal, siendo la formación durante 2020 la siguiente: Keith Paluso: vocal; Brad Mason: trompeta, fliscorno; Jonathan Powell: trompeta; Ken Gioffre: saxo, flauta<; Mike Boscarino: trombón; Glenn McClelland: teclados, piano; Julian Coryell: guitarra, vocal; Ric Fierabracci: bajo, vocal; y Dylan Elise: batería.

## Bandas relacionadas
El enfoque que le dio Blood, Sweat & Tears al rock con sección de metal no fue un fenómeno aislado sino que, por el contrario, estuvo inmerso en una corriente bastante extendida a finales de los años 1960. El mismo productor de su segundo álbum, James William Guercio, había impulsado a otro de los grupos emblemáticos del jazz-rock: Chicago Transit Authority (luego reducido a Chicago), cuyo primer disco se grabó en 1968. Otras bandas interesantes del género fueron Dreams, fundada por el trompetista Randy Brecker, tras dejar BS&T, y el batería Billy Cobham; Chase, la banda de Bill Chase, cuya sección de metales, con cuatro trompetas, impactó en su época; los canadienses Lighthouse; la banda The Flock, liderada por el violinista Jerry Goodman, que desarrolló un estilo de improvisación colectiva, cercana al free jazz; además de otras formaciones como Electric Flag, The Ides of March, Ten Wheel Drive, Malo, Melting Pot, o artistas como Buddy Miles ("Them Changes")... En el Reino Unido, destacaron la Keef Hartley Band, Rock Workshop y CCS, la superbanda de John Cameron. Hubo, también, bandas influenciadas por Blood, Sweat & Tears en casi toda Europa, como fue el caso de los polacos The Lolas.
En España existían, en época tan temprana como 1967, algunas bandas que, aunque más apegadas a la tradición soul, se movían en terrenos similares a los que marcó Al Kooper. La más destacada de ellas fue, sin duda, Los Canarios, cuyo sencillo The incredible miss Perryman se publicó ese año y tuvo un impacto inesperado. También podemos citar a Henry and the Seven, que grabó varios sencillos en esa época y, aunque algo más tardíos, a Alcatraz. Ya en la década de los años 1990, algunas bandas andaluzas recuperaron el espíritu de las big bands de rock, como La Blues Band de Granada y, en algunos casos, hasta los propios arreglos de BS&T, caso de la Pecos Beck & Tito Poyatos Band.

## Discografía

### Álbumes originales
- Child is father to the man (Columbia, 1968)
- Blood, Sweat & Tears (Columbia, 1969)
- Blood, Sweat & Tears 3 (Columbia, 1970)
- B.S. & T. 4 (Columbia, 1971
- New blood (Columbia, 1972)
- No sweat (Columbia, 1973)
- Mirror image (Columbia, 1974)
- New city (Columbia, 1975)
- More than ever (Columbia, 1976)
- In concert (Live and Improvised) (Columbia, 1977) -Grabado en directo, en 1975-
- Brand New Day (ABC Records, 1977)
- Nuclear blues (MCA Records, 1980) -Editado en Europa como The Challenge (Astan Music, 1984)-
- Blood, Sweat & Tears Live (Rhino Records, 1994) -Grabado en directo, en 1980-
- Sail away - Live in Stockholm 1973 (Immortal IMC Music, 2010) -Grabado en directo, en 1973-

### Álbumes recopilatorios
- Greatest hits (Columbia, 1972)
- Blood, Sweat & Tears' Greatest Hits (Columbia, 1986)
- What goes up! - The best of Blood, Sweat & Tears (Sony, 1995)
- You've made me so happy (Sony, 2001)
- The Collection (Sony/Columbia, 2003)

### Otros discos en los que aparecen
- The owl and the pussycat- BSO (Columbia, 1970)
- Big Sur Festival - One hand clapping (Columbia, 1972)